# Auferstehung der Toten (Kriminalroman)
Auferstehung der Toten ist der erste von neun „Brenner-Krimis“ des Autors Wolf Haas aus dem Jahre 1996. Das Buch wurde mit dem Deutschen Krimi Preis 1997 ausgezeichnet.

## Inhalt
In Zell am See werden die Leichen eines schwerreichen amerikanischen Ehepaars erfroren im Sessellift gefunden. Der Kriminalpolizeibeamte Simon Brenner ist Mitglied des Teams, das den Fall erfolglos untersucht. Die einzigen Verdächtigen sind der Vergolder Antretter (der Liftbetreiber und der Schwiegersohn der Ermordeten, der jedoch die Mordnacht angeblich mit seinem Neffen Lorenz verbracht hat) und die „Heidnische Kirche“ (mit diesem Namen sind Drohbriefe unterzeichnet, in denen die Bevölkerung aufgefordert wird, den Schitourismus einzustellen und in denen gedroht wird, die großen Staumauern des Sees zu sprengen). Nach einem Zerwürfnis mit seinem Vorgesetzten Nemec kündigt Brenner und arbeitet fortan als Privatdetektiv für die Versicherung der beiden Opfer.
Nachdem er sich von Januar bis September, ohne Erkenntnisse zu erlangen, in Zell herumtreibt, kommt im untypisch heißen Herbst wieder Bewegung in die Sache: Beim Eisstockschießen trifft Brenner auf eine alte Deutsche, der beide Hände fehlen, und den Tankwart Andi. Die Deutsche erzählt, dass ihr Freund Lorenz Antretter an diesem Tag aus dem Irrenhaus entlassen wird, und lädt Brenner ein, mitzukommen, wenn sie ihn abholt. Auf dem Weg dorthin erfährt der Detektiv, dass die ermordeten Amerikaner sich besonders für das „Vormachen“ begeistern ließen: Das Heimattheater spielt bei einer Hochzeit auf dem Kirchplatz kleine Anekdoten aus der Vergangenheit der Heiratenden vor. Als sie im Krankenhaus ankommen, erfahren sie, dass Lorenz von seinem Onkel, dem Vergolder Antretter, bereits abgeholt wurde.
Zwei Tage später trifft sich Brenner mit Lorenz Antretter im Lokal „Feinschmeck“. Dieser erzählt ihm, dass sowohl sein Vater als auch seine Mutter nach seiner Geburt verschwunden sind und dass er dann vom Bruder des Vergolders adoptiert wurde. Des Weiteren erfährt Brenner, dass Lorenz gemeinsam mit dem Tankwart Andi, der Deutschen und einem Mädchen namens Clare Corrigan eine Theateraufführung mit dem Einsturz der Staumauern als Inhalt plant, und dass es nicht stimmt, dass er seinen Onkel in der Mordnacht besucht hat. Danach begibt sich der Detektiv in die Kirche und kommt dort auf die Idee, sich bei der Lehrerin Kati Engljähriger über die Schülerin Clare zu informieren. Sie erzählt ihm, dass Clare in Wirklichkeit Elfi Lohninger heißt und gibt ihm ihr Schulheft mit. Weiterhin erfährt Brenner, dass Elfi ein uneheliches Kind des Vergolders ist.
Am Tag darauf besucht der Detektiv den Vergolder Antretter. Er findet heraus, dass Lorenz der Verfasser der Drohbriefe der „Heidnischen Kirche“ ist und, dass der Vergolder das Alibi nicht für sich, sondern für seinen Neffen erlogen hat. Als Brenner weiterfragt, wird er vom Vergolder Antretter gebeten zu gehen. Beim Rausgehen stellt er fest, dass Elfi Lohninger beim Vergolder als Hausmädchen arbeitet.
In seinem Zimmer beim „Hirschenwirt“ liest sich der Privatdetektiv den letzten Aufsatz in ihrem Schulheft durch. Der Text handelt von der Firma des ermordeten amerikanischen Ehepaars, das beim Bau des Stausees mitgeholfen hat. Die Firma beschäftigt sich vor allem mit Leuchtziffern. Ab 1915 wurden Malerinnen krank und sterben, eine davon ist Clare Corrigan, mit der sich Elfi Lohninger sehr stark identifiziert. Während des Krieges sattelt die Firma auf Baumaterialien um und liefert nach dem Krieg den nötigen Beton für die Errichtung des Stausees. Zum Schluss wird im Aufsatz noch erwähnt, dass beim Bau der Mauer hunderte Menschen starben.
Nach dem Lesen des Aufsatzes begibt sich Brenner zum Cafe „Feinschmeck“. Durch den Türspalt kann er seinen ehemaligen Vorgesetzten Nemec erkennen. Anstatt ins Café zu gehen, kauft er sich die „Pinzgauer Post“ und setzt sich auf eine Bank am See. In der Zeitung liest er, dass über hunderttausend Schilling von den Konten der ermordeten Amerikaner abgehoben wurden.
In der Nacht fängt die Shell-Tankstelle zu brennen an und explodiert, da die Feuerwehr zu spät kommt. Der Tankwart Andi erzählt der Zeitung, dass Lorenz seinen im Auto rauchenden Onkel mit Benzin begossen hat und beide verbrannt sind. Beim Begräbnis der beiden erfährt Brenner von Nemec, dass die Polizei sich sicher ist, dass Lorenz die beiden Amerikaner in den Lift gesetzt hat.
Als Brenner beschließt abzureisen, bekommt er einen Anruf von einem Taxifahrer namens Goggenberger. Er erzählt ihm, dass die Wirtin des Gasthofs „Seewirt“ einen Toten in einem Zimmer liegen habe und dass es sich bei diesem angeblich um Lorenz handele. Brenner fährt mit Goggenberger zum „Seewirt“ und stellt fest, dass der Tote tatsächlich Lorenz ist. Er setzt sich wieder in Goggenbergers Taxi und bittet ihn, zu Andis Wohnung zu fahren. Brenner ruft mit dem Autotelefon dort an, stellt fest, dass Andi nicht da ist und fordert den Taxifahrer auf, zum Gasthof „Preußenstadl“ zu fahren, in dem die Deutsche wohnt. Als Goggenberger auf die Bitte von Brenner, schneller zu fahren, demonstrativ langsam fährt, bedroht Brenner ihn mit seiner Glock, die er am Tag zuvor gekauft hat und zwingt ihn, schnell zu fahren.
In der Wohnung findet der Detektiv die handlose Deutsche, Elfi Lohninger und den Tankwart Andi vor. Zunächst stellt er den Tankwart zur Rede. Dieser gesteht, dass Lorenz beim Brand gar nicht ums Leben gekommen sei und ihn speziell gebeten habe, überall zu erzählen, dass er mit seinem Onkel absichtlich so „abgefahren“ sei. Als die Deutsche dann die Brille abnimmt, um sich die Augen zu reiben, bemerkt Brenner ihre unglaubliche Ähnlichkeit mit dem Vergolder. Sie erzählt ihm, dass sie die Schwester des Vergolders ist und dass sie von ihrem Bruder geschwängert wurde und so Lorenz zur Welt brachte. Nach der Geburt wurde ihr das Kind weggenommen und vom zweiten Bruder aufgezogen. Aus Verzweiflung fuhr sie nach Deutschland und legte sich dort vor den Zug. Im letzten Moment überlegte sie es sich jedoch anders und verlor nur ihre Hände. 50 Jahre später kehrte sie zurück und schlug den Amerikanern vor, anlässlich ihres Hochzeitstages mit dem Sessellift hinaufzufahren und sich von oben eine Aufführung des Heimattheaters anzusehen. Diese Aufführung fand jedoch niemals statt und die beiden erfroren in 20 Metern Höhe. Sie gesteht, dass sie ihren Sohn dazu angestachelt hat, seinen Vater umzubringen. Den Liftschlüssel und die Schecks, die Lorenz fälschte, bekamen sie mit Hilfe von Elfi Lohninger, die beim Vergolder arbeitete. Kurz darauf betreten zwei Polizisten die Wohnung, die der Taxifahrer gerufen hat. Nach einer kurzen Erklärung des Detektivs verhaften sie die Schwester des Vergolders.

## Erzählstil
So wie in allen anderen Brenner-Krimis hat das Buch den charakteristischen Erzählstil Haas’. Sätze kommen häufig ohne Verb aus, Assoziationen werden geschickt provoziert, indem sie sich schon Seiten vorher langsam ankündigen und schließlich immer mehr verdichten.